# Gaura neomexicana
Gaura neomexicana là một loài thực vật có hoa trong họ Anh thảo chiều. Loài này được Wooton mô tả khoa học đầu tiên năm 1898.